# 陈强 (少将)
陈强（1956年2月—），湖北宜城人，中国人民解放军少将。

## 生平
担任中国人民解放军第二炮兵96351部队（第56基地）副司令员。2010年7月，授少将军衔。2014年，因犯贪污、受贿、巨额财产来源不明罪，中国人民解放军总直属队军事法院2014年5月判处其无期徒刑。